# Mirogrex hulensis
Espèce
Synonymes
Acanthobrama hulensis
Statut de conservation UICN

 EX  : Éteint
 iucn3.1 
Mirogrex hulensis est une espèce éteinte de poissons à nageoires rayonnées de la famille des Cyprinidae. Son habitat naturel était situé dans les marais et les lacs d'eau douce de la vallée de la Houla au nord d'Israël.
Le drainage du lac durant les années 1950 entraine l'extinction de cette espèce endémique, ainsi que celle du Cichlidae Tristramella intermedia (en). Pareillement, la grenouille peinte d'Israël, Discoglossus nigriventer, était considérée comme espèce disparue, jusqu'à ce qu'un membre femelle de l'espèce ne soit retrouvé en 2011. Le dernier individu connu de Mirogrex hulensis a été vu en 1975.